# David Jato Miranda

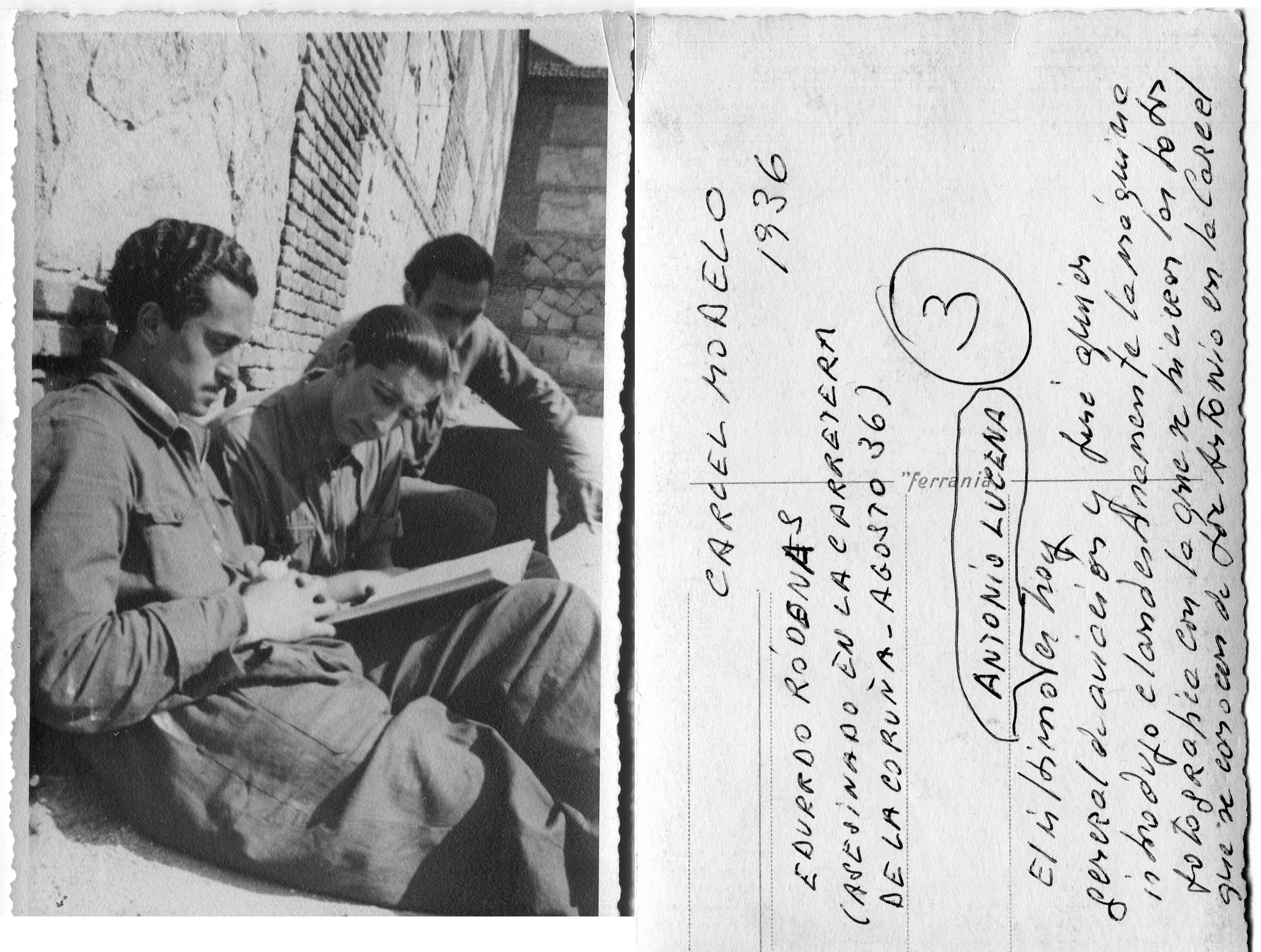
David Jato en la Cárcel Modelo 1936

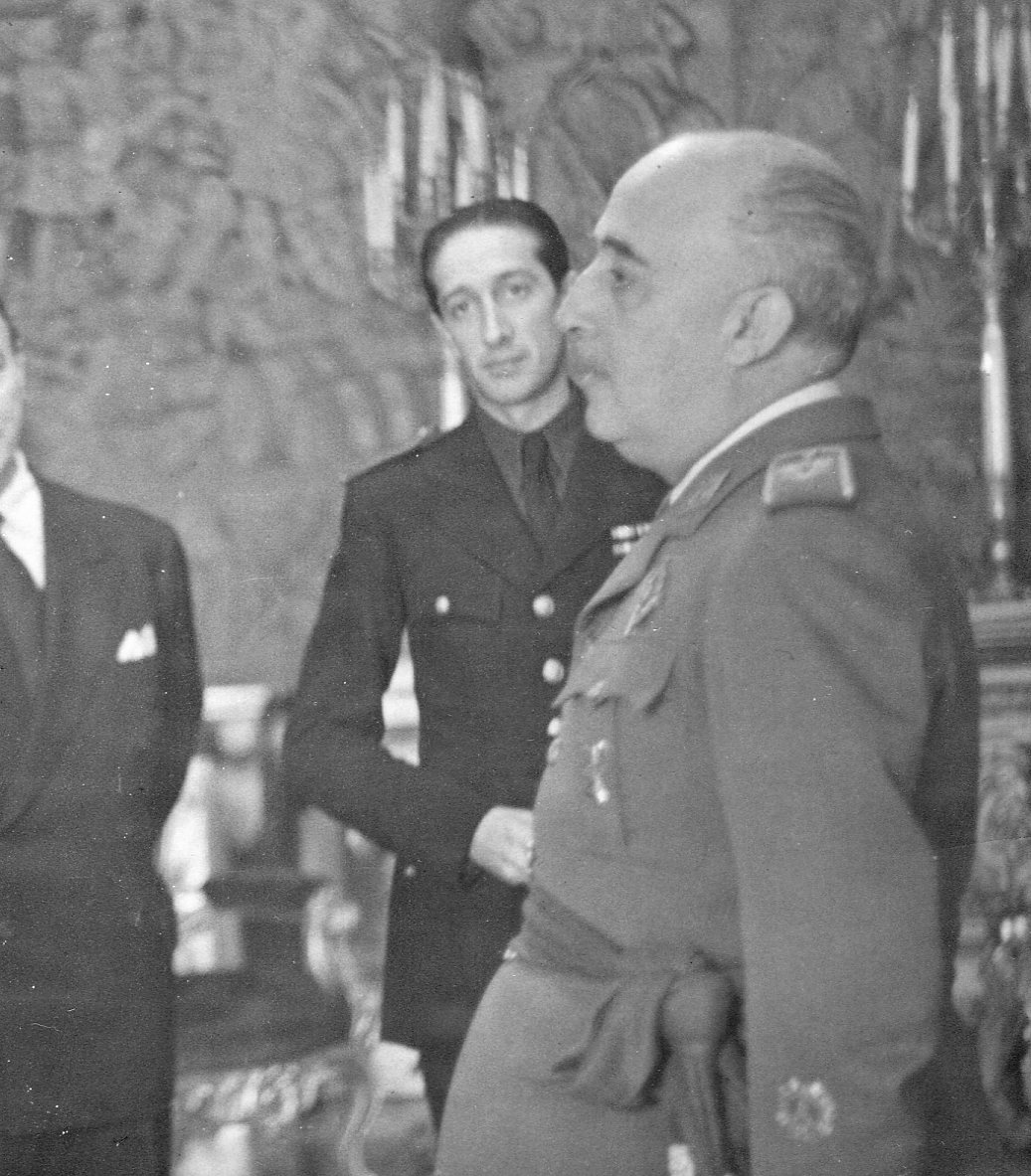
David Jato con Franco.

David Jato Miranda (Campomanes, 1915-Madrid, 1978) fue un político y escritor español de ideología falangista.

## Biografía
Nacido en 1915 en la localidad asturiana de Campomanes, se le considera uno de los primeros miembros fundadores de la Falange en 1933 junto a su líder José Antonio Primo de Rivera (ver foto). Considerado un «camisa vieja», fue un miembro fundador del Sindicato Español Universitario (SEU) y llegó a formar parte de su dirección. Fue asimismo redactor jefe de la revista falangista Haz, asumiendo la dirección de la misma cuando el resto de la directiva fue encarcelada. También formó parte de la Junta Política de Falange. En marzo de 1936 David Jato fue detenido y encarcelado (al igual que otros líderes falangistas como José Antonio Primo de Rivera) permaneciendo tiempo en la Cárcel Modelo (ver foto). David Jato fue uno de los pocos que se libró de ser fusilado. Algunas versiones cuentan que tras el estallido de la Guerra Civil fue detenido por milicianos republicanos, aunque no fue reconocido y con posterioridad lograría escapar. No existen registros de estos hechos, aunque se sabe que sí logró escapar de varios intentos de detención. 
Fue miembro de la Quinta columna. Estuvo al frente de las «Banderas clandestinas de Asalto» de la Falange sacando de Madrid de manera clandestina a personas perseguidas o amenazadas por la izquierda más radical. Algunas versiones dicen que realizó también misiones para el Servicio de Información y Policía Militar (SIPM).

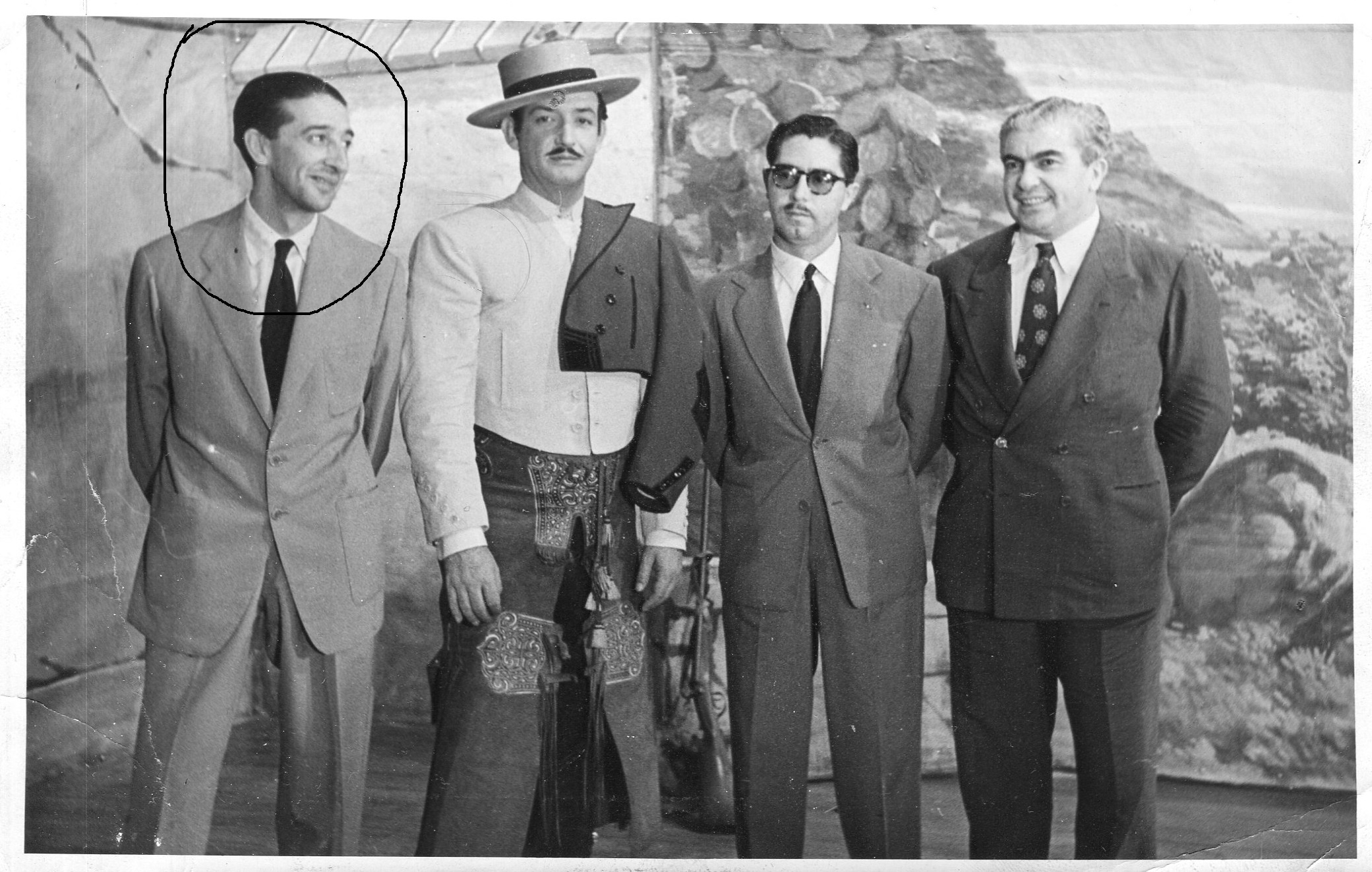
David Jato junto a Jorge Negrete

Acabada la guerra, pasaría a desempeñar diversos puestos políticos aunque en abierto desacuerdo con las ideologías de Franco, generándole muchas enemistades poderosas. En muchos escritos publicados, así como en diversos discursos políticos públicos, se mostró desilusionado con la forma en que Franco se adueñó del SEU y lo utilizó para fines políticos ajenos a los que fue fundado, siendo muy crítico respecto a la fusión de este con el Frente de Juventudes o a la manera en que Franco permitió al Opus Dei infiltrarse en la política. A modo de destierro político por mostrar abiertamente sus diferencias con el franquismo, Franco lo envía como jefe político a uno de los lugares más inhóspitos, incomunicados y pobres de España: Las Hurdes (Luis Buñuel realizó en 1933 una película documental llamada Las Hurdes, tierra sin pan). Para evadir el clima político en su contra y la peligrosa posibilidad de ser asesinado (como contaría más tarde su amigo y compañero Rafael García Serrano) decidió alejarse de todo alistándose en la División Azul, llegando a combatir en el Frente oriental. En Rusia fue herido de bala, lo que le llevó a pasar tiempo en un hospital de campaña en el que ejercería de voluntario como enfermero. A lo largo de su vida regresaría a Rusia en varias ocasiones volviéndose un gran amante de la cultura de ese país. A su regreso, en 1942 fue nombrado delegado nacional de Información e Investigación. Renunció y rechazó otros puestos de importancia en el sistema de información del gobierno franquista, por no estar de acuerdo con sus métodos. También desempeñaría el puesto de delegado nacional de Propaganda, entre 1943 y 1945, colaborando con el ministro-secretario general José Luis Arrese. En 1945 crea y dirige el  Sindicato Nacional del Espectáculo (SNE), cargo que ejerció entre 1944 y 1951. Él mismo contaba que la idea surgió al ver en la puerta del Ministerio a una envejecida actriz que mendigaba diciendo que había sido una gran estrella del cine mudo en España. Tras investigar y darse cuenta de que la historia era cierta, se preocupó por el futuro y la vejez de actores, actrices y demás personas vinculadas al mundo del espectáculo. Gracias a él, los toreros, artistas de circo y muchas ramas de los oficios relacionados al cine y el teatro pudieron tener por primera vez un reconocimiento laboral y disfrutar de beneficios tales como la jubilación o la Seguridad Social. Este sindicato mantuvo su existencia hasta su desaparición en 1977. David Jato dirigió también la Mutualidad de artistas. En 1953 escribió y publicó el libro La Rebelión de los estudiantes que generó muchas controversias en el gobierno de Franco y terminó por ser retirado de las librerías. Dirigió la revista Avanzada del Ministerio de Trabajo. También ejerció posteriormente como director de Cinematografía, director de Cinespaña y Uniespaña.

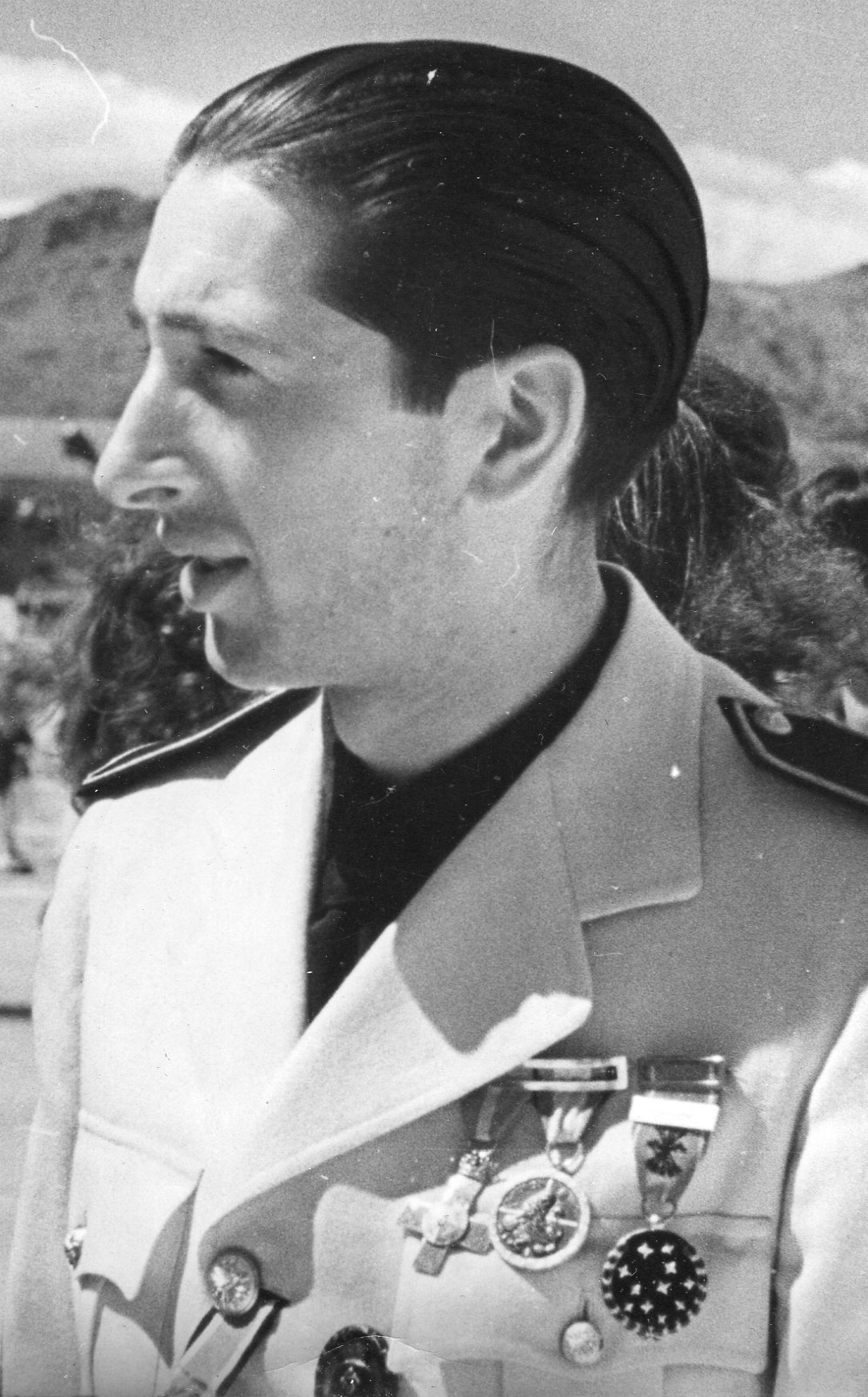
Congreso de la Falange (sin fecha)

Fue miembro fundador del Consejo Nacional de FET y de las JONS y procurador en las Cortes franquistas. Por un lado siempre expresó un fuerte anticomunismo y defensa de los principios que llevaron a la guerra, a la vez que nunca dejó de ser muy crítico con las políticas de Franco, llegando a preguntar en un discurso si no estarían equivocadas, llamándolas "políticas monolíticas". También fue hostil y abiertamente contrario al Opus Dei. Antes de morir abandonó la militancia en los partidos de Falange y se mostró contrario a las ideas y objetivos de dichos partidos y sus dirigentes. Sentía que  habían traicionado los ideales con los que se fundó la Falange. Él mismo en algunos artículos de prensa y entrevistas llegó a decir que la Falange, sus ideales originales y su política habían muerto. Dejó publicados varios libros: La rebelión de los estudiantes (1953), Madrid, capital republicana (1976), Gibraltar decidió la guerra (1978).
Tras una larga enfermedad, falleció en Madrid el 30 de mayo de 1978.

## Obras
- —— (1953). La rebelión de los estudiantes.[c] CIES.
- —— (1972). La poesía en la dialéctica de José Antonio. Alicante.[20]
- —— (1976). Madrid, capital republicana. Barcelona: Ediciones Acervo.[21][22]
- —— (1978). Gibraltar decidió la guerra. Barcelona: Ediciones Acervo.[23]

## Bibliografía

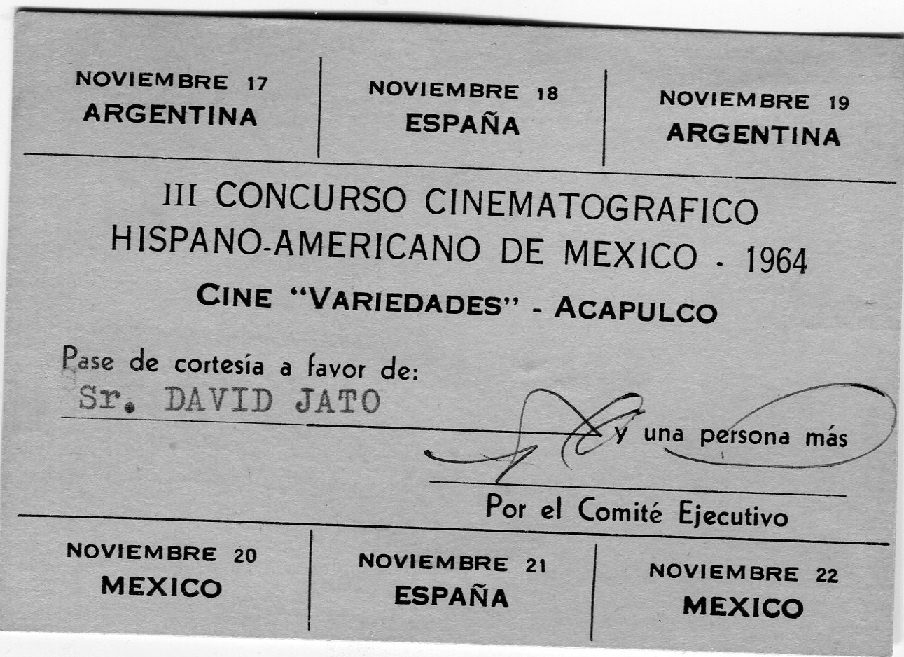
Credencial Festival Internacional de Cine de Acapulco 1964